# Nieuwvliet (schip)
De Nieuwvliet was een schip van de Vereenigde Oostindische Compagnie uit de 18e eeuw dat werd gebouwd in opdracht van de Kamer van Zeeland.
Op 8 maart 1719 werd tijdens de voorjaarsvergadering van de Heren XVII besloten om zeven schepen te bouwen. Op diezelfde vergadering kregen de schepen ook hun naam: de Bleijenburg, Midloo, Ravenstein, Nieuwvliet, Goudriaan, Valkenbos en de Magdalena.
Het schip werd in 1719 gebouwd op de VOC-werf in Middelburg en had een lengte van 130 voet en een laadvermogen van 650 ton.

## Reisgegevens
Op 15 februari 1721 maakte het schip zijn eerste reis onder schipper Jan Behagele, van Rammekens via Kaap de Goede Hoop naar Batavia waar het schip op 15 september 1721 arriveerde. Het schip ondernam tussen 1723 en 1729 nog 5 reizen tussen Batavia of Ceylon en Rammekens of Goeree.
Omdat de kamer van Zeeland niet wilde achterblijven bij de Kamer van Amsterdam werd aan de Heren XVII een verzoek ingediend om ook met een schip aan de Chinahandel deel te nemen. Op 11 december 1730 vertrok het schip een eerste maal naar Kanton waar het in 1731 aankwam In 1732 werd een tweede maal naar Kanton gevaren. 
In 1735 verving de Nieuwvliet de Anna Catharina die op 3 februari datzelfde jaar was vergaan en vertrok op 17 oktober 1735 in Rammekens via Kaap de Goede Hoop naar Batavia waar het op 22 juni 1736 aankwam. Schipper Jan de Jager overleed tijdens deze reis. In 1742 werd een laatste maal op Batavia gevaren en op 23 juli 1750 werd het aldaar afgelegd.
Aagtekerke · Akerendam · Amsterdam · Arnhem · Batavia · Bleijenburg · Concordia · De Dry Heuvels · De Dry Papegaijtiens · Dromedaris · Duyfken · Eendracht · Eendraght · Fortuyn · Geldermalsen · Gouden Buys · Goudriaan · 't Gulden Zeepaert · Halve Maen · Hof van Zeelandt · Hollandia · Landskroon · Leeuwin · Magdalena · Mauritius · Meermin · Midloo · Negotie · Nieuw Hoorn · Nieuwvliet · Nijenburg · Oude Zijpe (1711) · Oude Zijpe (1740) · Prins Willem · Rarop · Ravenstein · Ridderschap van Holland · Saerdam · Schiedam · Valkenbos · Vergulde Draeck · 't Vliegend Hert · Voetboog · Wapen van Amsterdam · 't Wapen van Hoorn · Westerbeek · Wimmenum · Zuytdorp · Zeewijk